# Flugunfall einer Cessna 208 der Necon Air
Der Flugunfall einer Cessna 208 der Necon Air ereignete sich am 18. Januar 1999. An diesem Tag verunfallte eine Cessna 208A Caravan I der Necon Air, die von Jumla nach Nepalganj fliegen sollte, kurz nach dem Start vom Flughafen Jumla. Bei dem Unfall starben fünf der zwölf Personen an Bord.

## Flugzeug
Bei der Maschine handelte es sich um eine 1993 gebaute Cessna 208 Caravan mit der Werknummer 20800235, die am 8. November 2001 an die North Platte Express LLC ausgeliefert und von dieser mit dem Luftfahrzeugkennzeichen N9837F zugelassen wurde. Am 28. Januar 1994 wurde die Maschine abgemeldet und nach Nepal exportiert. Dort wurde sie durch die Necon Air übernommen und mit dem Kennzeichen 9N-ADA zugelassen. Das einmotorige Zubringerflugzeug war mit einem Turboproptriebwerk des Typs Pratt & Whitney Canada PT6A-114 mit 505 kW (675 PS) ausgestattet, das mit einem dreiblättrigen, verstellbaren Hartzell-Propeller bestückt war.

## Insassen
Den inländischen Linienflug von Jumla nach Nepalganj hatten zehn Insassen angetreten. Es befand sich eine zweiköpfige Besatzung an Bord, bestehend aus einem Flugkapitän und einem Ersten Offizier.

## Unfallhergang
Die Maschine stieg nach dem Start sehr steil auf 450 Fuß (ca. 140 Meter). Es kam dann zum Strömungsabriss und die Maschine stürzte mit einem linkswärtigen Rollwinkel zu Boden und geriet in Brand. Der Brand konnte nicht gelöscht werden, da vor Ort keine Feuerlöschausrüstung verfügbar war. Der mobile Feuerlöscher im Kontrollturm von Jumla war noch originalverpackt.

## Ursache
Die Unfallermittler stellten als wahrscheinliche Unfallursache das Versäumnis des Kapitäns fest, die Maschine für den Start ordnungsgemäß zu konfigurieren. Allem Anschein nach hatte die Flugbesatzung die Checkliste vor dem Start nicht ordentlich abgearbeitet und ließ die Maschine mit voll ausgefahrenen Auftriebshilfen zum Start rollen. Die falsche Konfiguration der Auftriebshilfen habe in der Folge zu einem verfrühten steilen Steigflug geführt, welcher in einem Strömungsabriss endete, der sich in einer Höhe ereignete, aus der sich die Maschine nicht mehr abfangen ließ.